# Rie Kimura
Rie Kimura (木村 理恵 Kimura Rie?), född 30 juli 1971, är en japansk tidigare fotbollsspelare.
Rie Kimura debuterade för japans landslag den 16 maj 1996 i en 0–4-förlust mot USA. Hon spelade 21 landskamper för det japanska landslaget. Hon deltog bland annat i  Asiatiska mästerskapet i fotboll för damer 1999 och 2001.